# Källsjön (Gideå socken, Ångermanland)
Källsjön är en sjö i Örnsköldsviks kommun i Ångermanland och ingår i Lögdeälven-Husåns kustområde. Sjön har en area på 0,0157 kvadratkilometer och ligger 122,9 meter över havet.

## Delavrinningsområde
Källsjön ingår i det delavrinningsområde (705455-166595) som SMHI kallar för Utloppet av Källsjön. Medelhöjden är 152 meter över havet och ytan är 0,83 kvadratkilometer. Det finns inga avrinningsområden uppströms utan avrinningsområdet är högsta punkten. Vattendraget som avvattnar avrinningsområdet har biflödesordning 2, vilket innebär att vattnet flödar genom totalt 2 vattendrag innan det når havet efter 16 kilometer. Avrinningsområdet består mestadels av skog (87 procent).